# Никольск (Шарыповский район)
Нико́льск — село в Шарыповском районе Красноярского края России. Входит в состав Родниковского сельсовета.

## География
Село расположено в 19 км к северу от районного центра Шарыпово.

## История
Старообрядческое село Никольск появилось в первой половине семнадцатого века (1618-1620 годы). Многие годы Никольск был крупным по сибирским меркам селом. В связи с созданием КАТЭКа, сооружением разреза "Берёзовский", жизнь в селе начала затухать - Никольск оказалось на борту разреза. Село решили переселить в г.Шарыпово, гп.Дубинино и  с.Родники, но и эти планы нарушил ход истории страны в 90-е и последующие годы. Начальная школа, клуб, библиотека существовали до недавнего времени, но сгорели при большом пожаре в селе 7 мая 2022 года.

## Население
| 2010 |
| ---- |
| 196  |

Гендерный состав
По данным Всероссийской переписи населения 2010 года 6 мужчин и 110 женщин из 196 чел.

## Достопримечательности
В 2005 году в 5 км от Никольска в Берёзовском угольном разрезе нашли останки древнейшего стегозавра, жившего 170—165 млн лет назад (юрский период), а в 2011 году — останки среднеюрского млекопитающего (батский ярус, 168,3—166,1 млн л. н.) из рода синелевтеров (Sineleutherus), выделенные в отдельный вид Sineleutherus issedonicus.